# Ježíšův dub
Ježíšův dub je památný strom dub letní (Quercus robur) v Klášterci nad Ohří v okrese Chomutov v Ústeckém kraji. 
Solitérní strom roste při okraji Doupovských hor na hranici s Mosteckou pánví u čerpací stanice pohonných hmot při komunikaci v ulici Karlovarská. Okolo stromu roste malá skupina náletových dřevin. Do dutiny stromu byla údajně kolem roku 1800 umístěna soška sedícího Ježíše Krista, a strom tak sloužil jako boží muka. Jak strom rostl a mohutněl, začal sošku obklopovat, až ji zcela pohltil.
Koruna stromu nepříliš vysokého, ovšem mohutného stromu sahá do výšky 14 m, obvod kmene měří 492 cm (měření 2019). V roce 2019 bylo odhadováno stáří stromu na 600 let. Dub je chráněn od roku 2019 jako krajinná dominanta, esteticky zajímavý a historicky důležitý strom.

## Stromy v okolí
- Duby ve Školní ulici
- Dub u koupaliště
- Jírovec v Miřeticích
- Lípa v Černýši
- Dub u osady Černýš